# کریستف گروندین
کریستف گروندین (انگلیسی: Christophe Grondin؛ زادهٔ ۲ سپتامبر ۱۹۸۳) بازیکن فوتبال اهل فرانسه است.
از باشگاه‌هایی که در آن بازی کرده‌است می‌توان به باشگاه فوتبال سرکل بروژ، باشگاه فوتبال الفیصلی عربستان سعودی، باشگاه فوتبال بیرمنگام سیتی، باشگاه فوتبال خنت، و باشگاه فوتبال تولوز اشاره کرد.